# چولگی
در آمار و نظریه احتمالات چولگی (به انگلیسی: skewness) یا خمیدگی نشان دهنده میزان عدم تقارن توزیع احتمالی است. اگر داده‌ها نسبت به میانگین متقارن باشند، چولگی برابر صفر خواهد بود.
توزیع تک‌نما (توزیعی با یک قله) معمولاً دارای چولگی منفی است که نشان می‌دهد دنباله در سمت چپ توزیع قرار دارد، و چولگی مثبت نشان می‌دهد که دنباله در سمت راست است. در مواردی که یک دنباله بلند اما دنباله دیگر چاق باشد، چولگی از یک قانون ساده پیروی نمی‌کند. برای مثال، مقدار صفر در چولگی به این معنی است که دنباله‌ها در هر دو طرف میانگین به طور کلی متعادل هستند؛ این مورد برای یک توزیع متقارن صادق است، اما می‌تواند برای یک توزیع نامتقارن نیز صادق باشد که در آن یک دنباله بلند و نازک است و دیگری کوتاه اما چاق. بنابراین، قضاوت در مورد تقارن یک توزیع معین تنها با استفاده از چولگی آن خطرناک است؛ شکل توزیع باید در نظر گرفته شود.

## تعریف
چولگی برابر با گشتاور سوم نرمال شده است. چولگی در حقیقت معیاری از میزان تقارن تابع توزیع می‌باشد. برای یک توزیع کاملاً متقارن چولگی صفر و برای یک توزیع نامتقارن با کشیدگی به سمت مقادیر بالاتر چولگی مثبت و برای توزیع نامتقارن با کشیدگی به سمت مقادیر کوچکتر مقدار چولگی منفی است. (جانسون و همکاران، ۲۰۰۱) یعنی:
{\displaystyle \gamma _{1}={\frac {\mu _{3}}{\sigma ^{3}}},\!}
با در نظر گرفتن دو توزیع در شکل زیر، در هر نمودار، مقادیر در سمت راست توزیع به شکلی متفاوت از مقادیر در سمت چپ باریک می‌شوند. این طرف‌های باریک‌شونده دنباله نامیده می‌شوند و وسیله‌ای بصری برای تعیین نوع چولگی یک توزیع فراهم می‌کنند:
1. چولگی منفی (Negative Skew): دنباله سمت چپ بلندتر است؛ جرم توزیع در سمت راست شکل متمرکز شده است. به این توزیع چپ‌چوله، چپ‌دنباله یا چوله به چپ گفته می‌شود، علی‌رغم این واقعیت که خود منحنی به نظر می‌رسد به سمت راست متمایل یا کج شده باشد؛ واژه چپ در واقع به کشیده شدن دنباله چپ و اغلب، متمایل شدن میانگین به سمت چپ یک مرکز معمولی داده‌ها اشاره دارد. یک توزیع چپ‌چوله معمولاً به صورت یک منحنی متمایل به راست ظاهر می‌شود.
2. چولگی مثبت (Positive Skew): دنباله سمت راست بلندتر است؛ جرم توزیع در سمت چپ شکل متمرکز شده است. به این توزیع راست‌چوله، راست‌دنباله یا چوله به راست گفته می‌شود، علی‌رغم این واقعیت که خود منحنی به نظر می‌رسد به سمت چپ متمایل یا کج شده باشد؛ واژه راست در واقع به کشیده شدن دنباله راست و اغلب، متمایل شدن میانگین به سمت راست یک مرکز معمولی داده‌ها اشاره دارد. یک توزیع راست‌چوله معمولاً به صورت یک منحنی متمایل به چپ ظاهر می‌شود.

چولگی در یک سری داده‌ها گاهی نه تنها به صورت گرافیکی بلکه با بررسی ساده مقادیر نیز قابل مشاهده است. برای مثال، دنباله عددی (۴۹، ۵۰، ۵۱) را در نظر بگیرید که مقادیر آن به‌طور مساوی در اطراف مقدار مرکزی ۵۰ توزیع شده‌اند. ما می‌توانیم با افزودن یک مقدار بسیار پایین‌تر از میانگین، که احتمالاً یک داده پرت منفی است، این دنباله را به یک توزیع با چولگی منفی تبدیل کنیم، به عنوان مثال (۴۰، ۴۹، ۵۰، ۵۱). بنابراین، میانگین دنباله به ۴۷٫۵ و میانه به ۴۹٫۵ تبدیل می‌شود. بر اساس فرمول چولگی غیرپارامتری که به صورت {\displaystyle (\mu -\nu )/\sigma ,}  تعریف می‌شود، چولگی منفی است. به‌طور مشابه، می‌توانیم با افزودن یک مقدار بسیار بالاتر از میانگین، که احتمالاً یک داده پرت مثبت است، دنباله را به یک توزیع با چولگی مثبت تبدیل کنیم، به عنوان مثال (۴۹، ۵۰، ۵۱، ۶۰)، که در آن میانگین ۵۲٫۵ و میانه ۵۰٫۵ است.
همان‌طور که قبلاً ذکر شد، یک توزیع تک‌نما با مقدار چولگی صفر لزوماً به این معنی نیست که این توزیع متقارن است. با این حال، یک توزیع متقارن تک‌نما یا چندنما همیشه دارای چولگی صفر است.

### کتابشناسی
- بهبودیان، جواد (۱۳۸۸). آمار و احتمال مقدماتی. دانشگاه امام رضا (ع). شابک ۹۶۴-۶۵۸۲-۰۲-۸.